# King Leer
«King Leer» (с англ. — «Король Злобный Взгляд») — шестнадцатая серия двадцать девятого сезона мультсериала «Симпсоны». Впервые вышла 15 апреля 2018 года в США на телеканале «FOX».

## Сюжет
Семья находится в школе, где Барт должен выбрать себе музыкальный инструмент. Мальчик выбирает скрипку. Он узнаёт от учителя музыки, что, если он сломает его, Гомер должен будет заплатить за это. Барт издевается над Гомером с угрозой сломать скрипку. Гомер многократно сохраняет её, но разбив свою пивную кружку, приходит в бешенство и разбивает скрипку. Чтобы напиться с радости «освобождения», Гомер идёт в таверну Мо.
Вдруг Мо получает телефонный звонок, злится на звонящего и сердито прогоняет клиентов из своего бара. Мардж приезжает, чтобы забрать своего мужа, но вместе с Гомером они обнаруживают, что Мо выходит из бара, и следуют за ним. Они становятся свидетелями, как Мо борется со своим отцом, Морти Сизлаком.
Мо рассказывает, что их семейный бизнес по продаже матрасов включал в себя использование постельных клопов, чтобы испортить матрасы конкурентов. Однако как-то из-за слабости Мо владельцы магазина-конкурента «Sleep ’N Snooze» (с англ. — «Спи-хропи») подложили постельных клопов им, и матрасная империя Сизлаков «Mattress King» (с англ. — «Король Матрасов») была разрушена, и Мо был изгнан из дома.
Мардж и Гомер пытаются воссоединить семью, когда они приглашают Мо, его брата Марва, его сестру Минни и их отца на ужин в дом Симпсонов.
За ужином враждебная обстановка. Семья Мо не ладит друг с другом, поэтому Мардж и Гомер приносят телевизор в столовую комнату, чтобы показать Сизлакам хорошие времена, которые они имели в рекламе матрасов. Увидев себя в рекламе с рождественской темой, они помирились. Морти даёт каждому из своих детей ключ от магазина, а сам уходит на пенсию.
В магазине Мо местные жители собираются. Мо показывает им новую рекламу матрасов, сделанную вместе с Марвом и Минни. Вскоре он понимает, что брат и сестра намеревались саботировать его и его магазин, сказав, что на его матрасах погибли люди, в том числе толстяки и заключённые… С этого момента Марв с Минни поворачиваются спиной к Мо, и продолжают саботаж, что в ответ делает и Мо с Гомером.
Узнав обо всём этом, Мардж рассказывает отцу Мо, что его дети дерутся друг с другом, и ей нужна его помощь. Сначала он отказывается, но Мардж уговаривает его.
Мардж, Гомер и Морти видят Мо на складе матрасов, где он и его отец ранее сражались. Мо объявляет, что он уничтожит матрацы своего брата и сестры. Этому внезапно становится рад Морти Сизлак. В последний момент Мо не решается на свой поступок. Мардж успокаивает его говоря, что некоторые семьи (как Сизлаки) должны разваливаться. Однако он случайно роняет и разбивает банку с клопами, и все покидают здание, царапаясь…

## Отношение критиков и публики
Во время премьеры на канале Fox эпизод просмотрели 2.26 млн человек с рейтингом 1.0, что сделало его самым популярным шоу на канале Fox в ту ночь. Деннис Перкинс из «The A.V. Club» дал эпизоду оценку B-, сказав, что серии «удалось отыскать в наименее авторитетном бармене в Спрингфилде достаточно качественного Мо…».
Тони Сокол из Den of Geek дал серии 3.5/5 звёзд.
На сайте The NoHomers Club согласно голосованию большинство фанатов оценили серию на 5/5 со средней оценкой 3.98/5.